# Castell Bryn Gwyn
Castell Bryn Gwyn är ett slott i Storbritannien.   Det ligger i kommunen Isle of Anglesey och riksdelen Wales, i den sydvästra delen av landet, 300 km nordväst om huvudstaden London. Castell Bryn Gwyn ligger 13 meter över havet. Det ligger på ön Anglesey.
Terrängen runt Castell Bryn Gwyn är huvudsakligen platt, men åt sydost är den kuperad.Runt Castell Bryn Gwyn är det ganska glesbefolkat, med 45 invånare per kvadratkilometer. Närmaste större samhälle är Caernarfon, 4,5 km söder om Castell Bryn Gwyn. Trakten runt Castell Bryn Gwyn består i huvudsak av gräsmarker.